# کولپلگا
کولپلگا شهری در شهرستان کومبیسیری در استان بازگا در بورکینافاسوی مرکزی است و جمعیت آن ۷۱۰ نفر است.